# 野性時代新人文学賞
野性時代新人文学賞（やせいじだいしんじんぶんがくしょう）は、かつて存在した、日本の新人文学賞。
1974年、角川書店の創立30周年と雑誌『野性時代』創刊を記念して、角川小説賞、日本ノンフィクション賞とともに創設された。1986年まで15回続いた。当初は同誌に掲載された新人作家の作品に与えられたが、1983年度から公募形式に変わった。

## 受賞作
- 第1回（1974年）谷克二「追うもの」
- 第2回（1975年）片岡義男「スローなブギにしてくれ」
- 第3回（1976年）池田満寿夫「エーゲ海に捧ぐ」（芥川賞受賞）
- 第4回（1977年）五百家元子「水銀女」
- 第5回（1978年）朝稲日出夫「彼の町に逃れよ」
- 第6回（1979年）受賞作なし
- 第7回（1980年）受賞作なし
- 第8回（1981年）牛次郎「リリーちゃんとお幸せに」
- 第9回（1982年）受賞作なし
- 第10回（1983年）
  - 草間彌生「クリストファー男娼窟」
  - 吉村茂「熱い雨」
- 第11回（1984年）受賞作なし
- 第12回（1985年）中村淳「風の詩」
- 第13回（1986年）王出富須雄（栗田教行、天童荒太）「白の家族」

## 選考委員
- 第1-5回 吉行淳之介、開高健、尾崎秀樹
- 第6-9回 遠藤周作、北杜夫、尾崎秀樹、三浦朱門
- 第10-12回 中上健次、村上龍、三田誠広、高橋三千綱、宮本輝
- 第13回 宮本輝が抜ける

## 参考
- 直木賞のすべて：野性時代新人文学賞・受賞作候補作 - ウェイバックマシン（2011年8月6日アーカイブ分）